# Trận Eger (1552)
Trận Eger hay còn gọi là Trận vây hãm Eger diễn ra năm 1552 trong quá trình Đế quốc Ottoman xâm lược Âu châu. Đây là một chiến thắng có ý nghĩa lớn của vương quốc Hungary sau một loạt chiến bại, đồng thời chặn đứng sự bành trướng của quân Ottoman vào Trung Âu và Đông Âu.

## Bối cảnh
Sultan (vua) của đế quốc Ottoman, Suleiman Đại đế, bắt đầu cuộc bành trướng đế quốc sau thời kỳ trị vì của vua cha Selim I. Ông bắt đầu các cuộc tấn công chống lại người Hungary và người Áo, xâm lược Hungary năm 1526. Quân Hungary bị đánh tan nát trong trận Mohács, mở đường cho cuộc xâm lược vào vùng trung châu sông Danube. Trong trận chiến này, Vua Hungary và Bohemia, Louis II bị tử trận, dẫn đến việc tranh giành ngôi báu. Hoàng đế Áo Ferdinand I giành được ngai vàng Bohemia, nhưng phải cạnh tranh với John Zápolya, được giới quý tộc và ủng hộ. Cuộc tranh giành quyền lực tiếp diễn ngay cả sau khi John qua đời năm 1540, khi con trai ông, John II Sigismund Zápolya lên nối ngôi. Chỉ cho đến khi ông rời bỏ ngai vàng năm 1563 và được Maximilian II, hoàng đế Đế quốc La Mã thần thánh nối ngôi, cuộc tranh giành mới chấm dứt.
Quân Ottoman vấp phải sự kháng cự của người Hung trong trận vây hãm Kőszeg năm 1532, khi một lực lượng gồm 800 người dưới quyền chỉ huy của Miklós Jurisich chặn đứng các đạo quân Ottoman. Tuy nhiên, sự kiện này chỉ khiến chiến dịch bị tạm ngưng trong 25 ngày, rồi họ lại tiếp tục tiến đánh thủ đô Buda và chiếm thành năm 1541. Buda trở thành trung tâm quyền lực của Ottoman tại vùng này, với vua John II, được phía Ottoman hỗ trợ, cai quản vùng đất bị chiếm đóng.
Việc các pháo đài Temesvár và Szolnok bị thất thủ trong năm 1552 bị coi là do lính đánh thuê trong hàng ngũ quân Hung. Khi quân Thổ quay sang thành phố Eger ở miền bắc Hungary, chẳng mấy người tin rằng quân trú phòng có thể kháng cự lại, đặc biệt là khi hai đạo quân lớn của đế quốc Ottoman do các chỉ huy Ahmed và Ali, hội binh dưới chân thành Eger.
Eger là một cứ điểm quan trọng, và là vị trí then chốt cho hệ thống phòng thủ trên phần lãnh thổ còn lại của Hungary. Phía bắc Eger là thành phố Kassa (nay là Košice) chỉ được phòng ngự yếu ớt, trung tâm của vùng khai mỏ và đúc tiền quan trọng, vốn cung cấp cho Vương quốc Hungary lượng lớn tiền vàng và bạc. Bên cạnh việc chiếm lấy nguồn tài chính này, việc chiếm thành Eger cũng mở thêm một giao lộ nữa cho Đế quốc Ottoman tiến quân theo trục phía tây để vây hãm thành Viên.

## Lâu đài
Lâu đài Eger nằm ở phía đông thị trấn, trên sườn đồi. Vị trí của lâu đài thực ra không phải là lý tưởng trên phương diện quân sự, vì lâu đài chỉ nhìn xuống phần phía nam và phía tây của thị trấn- tuy nhiên, nó có ưu thế ở chỗ rất thích hợp cho việc bố trí súng thần công. Lâu đài bao gồm một thành nội và một thành ngoại, với một tháp bảo vệ cửa đông nam và sáu chiến lũy trên mặt thành - lũy Đất và lũy Tù nhân ở phía tây nam, lũy Sándor trên mặt thành bắc, lũy Bolyky ở góc đông bắc, lũy Bebek ở góc đông và lũy Dobó trên mặt thành phía tây. Cổng Varkoch nằm tại mặt thành phía nam của thành nội, với một lũy nữa, lũy Nhà thờ, nằm ở chính giữa bức tường thành ngăn cách hai vòng thành nội và thành ngoại.
Lâu đài Eger được dựng trên nền một pháo đài đá, pháo đài này vốn được xây trên một binh trại bằng đất cổ xưa, có lẽ được xây bởi quân Hun. Đó là lý do nền thành Eger vững hơn bình thường rất nhiều, khiến cho lính công binh đào hầm của quân Ottoman gặp rất nhiều vất vả. Trong các cuộc vây hãm thời ấy, cả phai phe tấn công và phòng thủ đều đào hào dưới chân tường thành và đặt thuốc nổ, nhằm phá thủng chân thành, hoặc đánh sập hào của phe tấn công. Các hoạt động này không có tác dụng mấy trong cuộc vây hãm thành Eger.

## Cuộc vây hãm
Các số liệu cũ của Hungary và tiểu thuyết lãng mạn của Gárdonyi cho biết quân Ottoman có 150-200.000 quân, là con số phóng đại. Trên thực tế quân Ottoman có khoảng 35-40.000 quân từ đạo quân Rumelia (với một số toán quân từ Anatolia) và quân của Ahmed Pasha từ Buda.
Quân Ottoman có 16 zarbuzans (trọng pháo đánh thành) cùng khoảng 150 thần công hạng vừa và nhỏ, với hai ngàn lạc đà, rất hữu ích trong việc thu thập và vận chuyển gỗ về để xây dựng cụ đánh thành. Phía quân phòng thủ có 6 thần công lớn và một tá thần công nhỏ, cùng 300 pháo đánh thành, với đầy đủ đạn dược.
Mặc dù chên lệch quân số, nhưng sự vững chắc của thành Eger, cũng như tinh thần của binh sĩ phòng thủ, khiến cho quân thủ thành có thể đánh lại năm đợt tiến công lớn cũng như các đợt bắn phá liên tục (ngoại trừ các viên đạn mắc vào tường thành, khoảng 12 ngàn viên đạn rơi vào trong thành trước khi cuộc vây hãm chấm dứt).
Trong thành có khoảng 2.100-2.300 người, gồm quân chính quy, nông dân du kích, và mấy chục phụ nữ. Trong số khoảng 1.530 người sẵn sàng chiến đấu có mấy lính đánh thuê ngoại quốc: Dobó cho thuê 6 pháo trưởng từ Đức để sử dụng số thần công tại Eger một cách có hiệu quả. Lực lượng phòng ngự được chỉ huy bởi István Dobó và phó của ông là István Mekcsey, người nhận nhiệm vụ chỉ huy từ năm 1549. Một chỉ huy đáng nói đến nữa, có tiếng trong văn học và trong dân gian Hung là Gergely Bornemissza. Anh chỉ huy một phân đội Hungary gồm 250 bộ binh, tuy nhiên chính tài nghệ sử dụng thuốc nổ của anh mới là việc làm anh nổi danh. Trong cuộc vây hãm, Bornemissza chế tạo một thứ lựu đạn đơn giản nhưng có sức sát thương ghê gớm, và các loại bom có kích thước bằng cả thùng bột để sử dụng chống lại quân đánh thành. Anh cũng sử dụng một bánh xe của cối xay gió, ních chặt thuốc nổ và lăn vào giữa hàng quân Ottoman. Bí mật của loại thuốc nổ này nằm ở chỗ nó không chỉ nổ, mà còn gây cháy thêm ra. Anh còn nhồi vào thuốc nổ với dầu, diêm tiêu và đá lửa, để khi nổ dội lên đầu quân thù cả một trận mưa hỏa tiễn.
Quân Ottoman tưởng sẽ dễ dàng giành được thắng lợi, nhưng nhờ vào sự dũng cảm của binh lính giữ thành, cũng như tài sự lãnh đạo Dobó khiến nhiều đợt tấn công của quân Ottoman đều bị đánh lui. Thậm chí ngay cả khi tháp chứa 24 tấn thuốc nổ bị phát nổ và gây tàn phá nặng nề, quân tấn công vẫn không sao chọc thủng được hàng phòng ngự. Sau 39 ngày giao tranh khốc liệt và đẫm máu, quân Ottoman phải rút lui, bị mất mặt và thất bại. Phía quân trú phòng mất đến 1/3 lực lượng, gồm những người bị giết và bị tàn phế trong khi giao chiến, Dobó mất cả hai thiếu sinh quân tùy tùng của mình.
Theo các nghiên cứu thời hiện đại, nhiều yếu tố bên ngoài góp phần vào thắng lợi của quân phòng thủ. Trong nội bộ quân Ottoman, các chỉ huy Pasha Ali và Pasha Ahmed có nhiều bất hòa sâu sắc. Ahmed nhiều tuổi hơn, và đóng góp nhiều quân gấp đôi trong lực lượng liên hợp, nhưng Ali có tài chiến lược, và đã tỏ rõ năng lực pháo binh của mình, gây nhiều thiệt hại lên các bức tường thành bảo vệ với chỉ 4 khẩu đại bác của mình. Trong cuộc vây hãm, quân Ottoman cạn thuốc nổ và đạn pháo (vốn làm từ các đá hoa) đến hai lần, làm hạn chế quãng thời gian Ahmed sử dụng pháo binh đến hơn một tuần. Mùa thu năm ấy kết thúc sớm hơn thường lệ, với mưa to và thời tiết băng giá buổi đêm. Khẩu phần của binh lính bị cắt giảm, và những cáo buộc về tệ tham nhũng trong hàng ngũ sĩ quan làm binh lính Ottoman bất mãn, gây giảm sút sức chiến đấu.
Sau chiến thắng Dobó và các sĩ quan của ông từ chức, để phản đối việc vua Ferdinand không chịu hỗ trợ cho cuộc phòng thủ. Gergely Bornemissza được chỉ định làm chỉ huy pháo đài. Sau này ông bị quân Thổ phục kích, bị bắt sống và bị treo cổ. Pháo đài Eger tiếp tục hiên ngang đứng vững trước các cuộc tấn công của quân Ottoman cho tới năm 1596 khi 7.000 quân phòng thủ, chủ yếu gồm lính đánh thuê, đầu hàng lực lượng Ottoman do chính Sultan, Mehmed III chỉ huy. Pháo đài sẽ nằm trong tay đế quốc Ottoman trong 91 năm tiếp đó.
Pháo đài Eger đã trở thành biểu trưng cho nền quốc phòng Hungary, biểu tượng của sự dũng cảm ái quốc, và sự ưu việt của một quân đội quốc gia so với một đạo quân đánh thuê thiếu động lực chiến đấu.

## Trong văn học nghệ thuật
Các tài liệu xưa về cuộc vây hãm được ghi lại bởi Sebestyén Tinódi Lantos năm 1554, khi ông viết một số bài hát ca ngợi chiến tích của những chiến sĩ Eger. Nhưng cho tới tận thế kỷ 19, cuộc vây hãm này mới được các tác giả Hungary sử dụng làm đề tài cho các tiểu thuyết. Tác phẩm đầu tiên là bài thơ Eger bởi Mihály Vörösmarty năm 1827.
Tác phẩm nổi tiếng nhất được Géza Gárdonyi sáng tác năm 1899 trong tiểu thuyết lịch sử Egri csillagok, tiếng Việt là "Những ngôi sao Eger", đề tài về những sự kiện diễn ra trong thời gian đó. Tác phẩm mô tả những sự kiện dẫn tới cuộc vây hãm, và những câu chuyện về Gergely Bornemissza, cũng như đại úy Dobó, và phó của ông István Mekcsey. Trong thập kỷ 1960 tác phẩm được chuyển thành phim, và ngày nay vẫn thường được chiếu trên vô tuyến Hungary.